# Mauzac

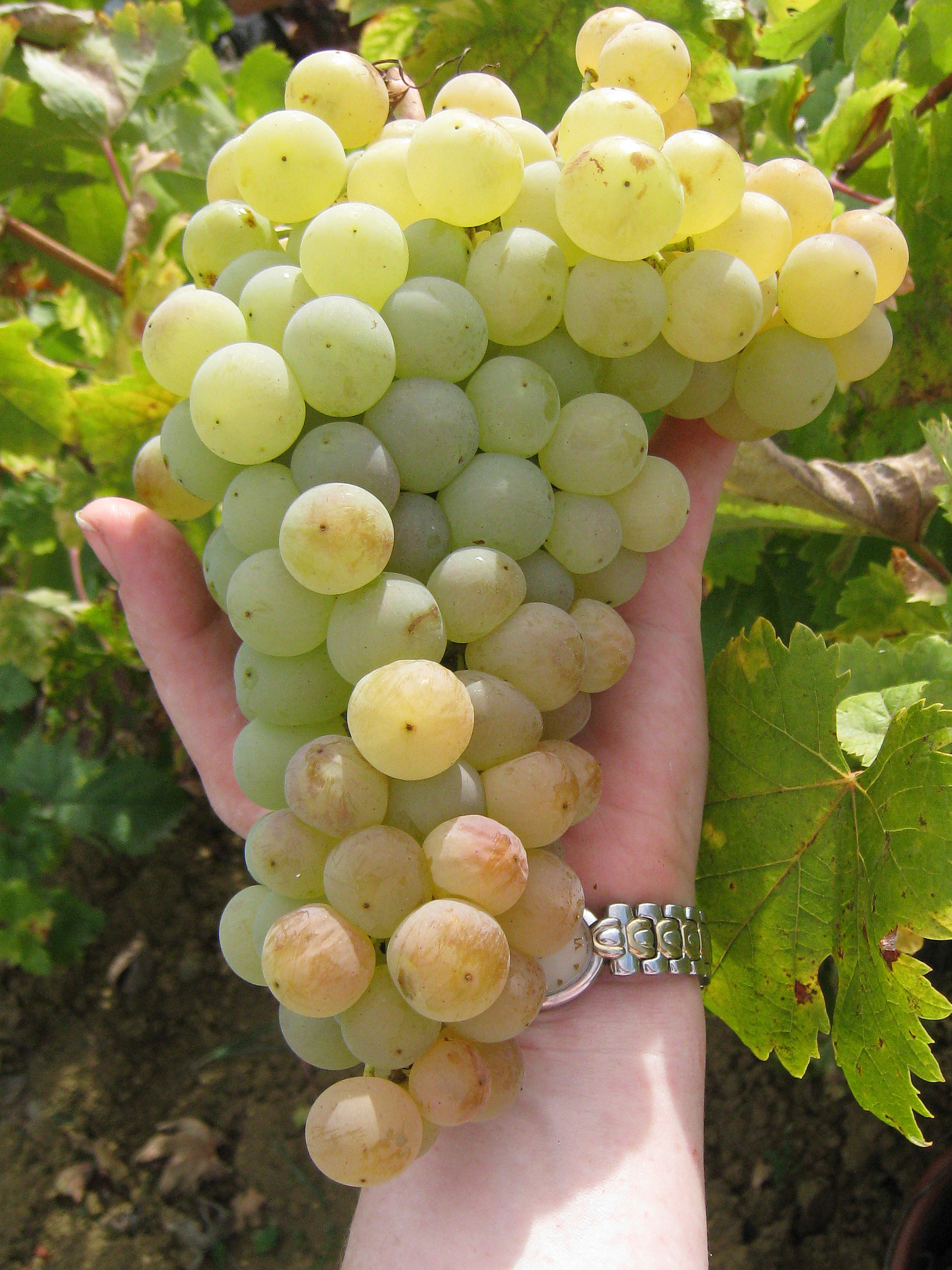
Mauzac blanc

Der Mauzac ist eine Weißweinsorte, die ausschließlich in Südfrankreich angebaut wird. Er kommt in verschiedenen Spielarten vor, die nach der Farbe der Beeren als gelber, grüner, rosa, rötlicher oder schwarzer Mauzac bezeichnet werden. Er ist robust und wenig frostempfindlich. Der Mauzac liefert einen aromatischen und recht körperreichen Weißwein, der sich nach der Abfüllung trotz seines niedrigen Säuregehalts einige Jahre lang verbessert. Er eignet sich auch zum Ausbau im Barrique.
Sein Aroma erinnert an Äpfel, bei süßen Spätlesen auch an Birnen.
Der Mauzac spielt in zwei Weinbaugebieten eine Rolle: In der AOC Gaillac im Département Tarn nimmt er unter den weißen Rebsorten nach wie vor den größten Teil der Anbaufläche ein. Dort ist vermutlich auch sein historischer Ursprung zu suchen. Sein Anbau ist dort seit dem 18. Jahrhundert belegt, vermutlich aber wesentlich älter.
In den Schaumweinen von Limoux im Département Aude dominiert ebenfalls der Mauzac. In der Blanquette de Limoux, die ihren Namen vom weißen Flaum an der Blattunterseite des Mauzac erhielt, muss er mindestens 90 % stellen, im Crémant de Limoux darf sein Anteil 20 % nicht überschreiten. In der nach der alten Herstellmethode erzeugten Blanquette méthode ancestrale stellt der Mauzac 100 Prozent des Rebmaterials. Eine untergeordnete Rolle spielt die Rebsorte bei der Herstellung des Armagnac. Im Jahr 2007 wurde in Frankreich eine bestockte Rebfläche von 2.077 Hektar erhoben (Quelle ONIVINS)
Während die Sorte Mauzac Rose als Mutation des Mauzac gilt, scheint die Sorte Mauzac Noir nicht verwandt zu sein.

## Ampelographische Sortenmerkmale
In der Ampelographie wird der Habitus folgendermaßen beschrieben:
- Die Triebspitze ist stark weißwollig behaart, mit karminrotem Anflug. Die Jungblätter sind leicht behaart und von gelblicher Farbe.
- Die kleinen und dicken Blätter sind meist ganz oder dreilappig und dann kaum gebuchtet. Die Stielbucht ist geschlossen, wobei sich die Enden überlappen. Das Blatt ist stumpf gezähnt. Die Zähne sind im Vergleich der Rebsorten sehr weit gesetzt. Die Blattoberfläche (auch Spreite genannt) ist blasig derb.
- Die konusförmige Traube ist mittelgroß, häufig geschultert und dichtbeerig. Die rundlichen Beeren sind mittelgroß und von gold-weißer Farbe.

Die Rebsorte Mauzac treibt spät aus und reift ca. 20 Tage nach dem Gutedel: Sie zählt daher zu den mittelspätreifenden Sorten. Sie wird häufig von der Grauschimmelfäule befallen. Gegen den Echten Mehltau und den Falschen Mehltau ist sie recht resistent.

## Synonyme
Die Sorte Mauzac ist auch unter den Namen Aiguillon, Becquin, Bekin, Bequin, Blanc Lafitte, Blanquette, Blanquette aventice, Blanquette de Limoux, Blanquette sucrée, Caspre, Clairac, Feuille ronde, Gaillac, Gaillade, Gamet blanc, Manzac, Maousac, Mausac, Maussac, Mauza, Mauza blanca, Meauzac, Moisac, Moissac, Moysac, Mozac, Mozak belyi, Peron, Perrond, Pied rond, Plant de Gaillac, Primard, Queue fort, Queue roide und Sudunais bekannt.